# Сывдарма
Сывдарма (нен. Сывдарма — «зимовка») — упразднённое село (ранее — посёлок) в Пуровском районе Ямало-Ненецкого автономного округа России.

## География
Находится у реки Ягенетта (левый приток р. Пур), в 39 км к северу от районного центр, г. Тарко-Сале, и в 537 км к юго-востоку от Салехарда.
Железнодорожная станция Сывдарма.
Ближайшие населенные пункты — Пуровск в 37 км и Тарко-Сале в 39 км к югу, Коротчаево в 75 км и Уренгой в 82 км к северу.
В селе одна улица — Железнодорожная.
В границы села включена территория Ягенетской промплощадки, на которой размещалась КС-01. Вблизи железнодорожной станции располагается жилой посёлок (КС-01) Ягенетской промплощадки Пурпейского ЛПУ МГиК Ноябрьского управления магистральных трубопроводов ООО «Сургутгазпром».

## История
Посёлок Сывдарма создавался для строительства железной дороги и обслуживания железнодорожной станции.
В феврале 1981 года прибыли первые строители — из строительно-монтажного поезда СМП-241. 16 марта 1983 село образовано решением исполкома Пуровского районного Совета народных депутатов № 32. 16 сентября 1983 пос. Сывдарма официально зарегистрирован. В январе 1986 принят в постоянную эксплуатацию участок железной дороги Пурпе — Сывдарма.
В 2002 году категория населённого пункта была изменена с посёлка на село.
С 2004 до 2020 гг. село входило в состав сельского поселения Пуровское, упразднённого в результате преобразования муниципального района в муниципальный округ.
Упразднено в июне 2023 года и включено в город Тарко-Сале.

## Население
| 1989 | 2002 | 2010 | 2021 |
| ---- | ---- | ---- | ---- |
| 1185 | ↘577 | ↘370 | ↗391 |

В связи с переходом на вахтовый метод обслуживания компрессорной станции значительно сократилась численность населения поселка КС-01.

## Инфраструктура
Основная застройка п. Сывдарма представляет собой компактное жилое образование из восьми 2-х этажных капитальных жилых домов, 2-х этажной школы и детского сада «Полянка».
На базе школы № 3 функционирует филиал Пуровской детской школы искусств. В поселке действует библиотека; фельдшерско-акушерский пункт, дом связи ведомственной принадлежности Сургутского отделения железной дороги ОАО «Российские железные дороги»; 2 магазина.  В 2018 году освящён храм Покрова Пресвятой Богородицы. В сентябре 2020 года открылась многофункциональная спортплощадка.
Производственная зона в поселке практически отсутствует, так как до недавнего времени производственной зоной и основным местом приложения труда была КС-01.

## Транспорт
Через посёлок проходит трасса Сургут — Салехард. Также в посёлке существует одноимённая станция.